# Systema Solar
Systema Solar ("sistema solar" betekent "zonnestelsel" in het Spaans) is een kleurrijke Colombiaanse band gevormd in 2006 door leden uit allerlei windstreken. De band combineert verschillende stijlen, waaronder Afro-Colombiaanse invloeden en moderne dance, hiphop en breakbeat met traditionelere Colombiaanse muziek als cumbia, bullerengue, porro en champeta waarbij live vaak geïmproviseerd wordt.
De song Quién es el patrón? werd gebruikt als titelsong voor de televisieserie El cartel de los sapos. Het is tevens het meest populaire nummer van de band. De band deed in 2010 mee aan een tour door Europa en heeft onder andere opgetreden op Glastonbury, Roskilde en Fusion.
De thema's van de band zijn vaak maatschappijkritisch van aard. Zo beschrijft het nummer Amenaza de ontvoeringen die in Colombia plaatsvonden en -vinden en werd de single La Rana uitgebracht om recycling van afval bij het grote publiek aandacht te geven.

## Bezetting
De band bestaat uit een aantal leden van zeer verschillend pluimage. Vanessa Gocksch, de VJ van de band is van Belgische afkomst:
- Jhon Primera - John Primera - zang
- Indigo - Walter Hernández - zang
- Pellegrino - Juan Carlos Pellegrino - producer
- Daniboom - Daniel Broderick - dj/producer
- Pata de Perro - Vanessa Gocksch - vj
- Dj Corpas - Andrés Gutierrez - percussie

## Discografie
- Systema Solar - release 14 oktober 2010[4]

1. Plaka - 0:08
2. Bienvenidos - 3:19
3. Mi Kolombia (Ft. Dj Fresh) - 4:55
4. El Majagual - 5:26
5. Sin Oficio - 3:38
6. En los Huesos - 4:56
7. Chico - 4:11
8. Fayaguaya aka Firewire (Ft. Batori van Papaya Republik) - 3:43
9. Oye - 5:48
10. Malpalpitando 7:19
11. Amenaza - 3:27
12. El Amarillo (Ft. Dj Corpas) - 3:09
13. Ya Verás - 3:37
14. Quien es el Patron? - 3:24
15. La Requiza de Jhon Primera (Bonus Story) - 1:59

- Single: La Rana - release 23 augustus 2013[5]
- La revancha del burro
- Rumbo a tierra
- Futurx Primitivx 20|25' (2025)